# Haworthia turgida
Haworthia turgida ist eine Pflanzenart der Gattung Haworthia in der Unterfamilie der Affodillgewächse (Asphodeloideae).

## Beschreibung
Haworthia turgida wächst teilweise stammlos und sprossend. Die 20 bis 40 eiförmig-lanzettlichen, zurückgebogenen oder leicht gestutzten Laubblätter bilden eine Rosette mit einem Durchmesser von 5 bis 10 Zentimetern. Die gelbgrüne, feste Blattspreite ist 4 Zentimeter lang und 1,2 Zentimeter breit. Sie ist oft so dick wie breit. Die Blattoberfläche ist in der Regel gesprenkelt. Der Blattrand und der Blattkiel sind bedornt.
Der Blütenstand erreicht eine Länge von 15 bis 20 Zentimeter und besteht aus 20 bis 30 Blüten. Die schlanken Blüten sind bräunlich weiß und weisen eine dunkle Nervatur auf.

## Systematik und Verbreitung
Haworthia turgida ist in der südafrikanischen Provinz Westkap verbreitet.
Die Erstbeschreibung durch Adrian Hardy Haworth wurde 1819 veröffentlicht.
Ein nomenklatorisches Synonym ist Aloe turgida (Haw.) Roem. & Schult.f. (1829). Ein weiteres Synonym ist Haworthia rodinii hort. (ohne Jahr, nom. inval. ICBN-Artikel 29.1).
Es werden folgende Varietäten unterschieden:
- Haworthia turgida var. turgida
- Haworthia turgida var. longibracteata (G.G.Sm.) M.B.Bayer
- Haworthia turgida var. suberecta Poelln.

## Nachweise